# Erro (Navarre)
Pour les articles homonymes, voir Erro.
Erro (Valle de Erro en espagnol ou Erroibar en basque) est une commune de la Communauté forale de Navarre, dans le Nord de l'Espagne. Elle est située à 58 km de Pampelune/Iruña et appartient à la comarque d'Auñamendi, dans la  mérindade de Sangüesa, dans la zone bascophone de la province où la langue basque est coofficielle avec l'espagnol.
Erro est aussi le nom d'une localité importante de la commune. Cependant, le chef-lieu administratif de la commune est situé dans le concejo de Lintzoain.

## Géographie

### Communes limitrophes
| Baztan    | Urepel (France) - Banca (France) |            |
| Esteribar | Erro                             | Auritz     |
|           | Lizoáin-Arriasgoiti              | Arce-Artzi |

### Subdivisions
Les concejos de la commune d'Erro sont :
- Aintzioa (Aincioa en espagnol) ;
- Aurizberri (Espinal en espagnol) ;
- Bizkarreta-Gerendiain (Viscarret-Guerendiáin en espagnol) ;
- Erro ;
- Esnotz (Esnoz en espagnol) ;
- Lintzoain (Linzoáin en espagnol), chef-lieu de la commune ;
- Mezkiritz (Mezquíriz en espagnol) ;
- Orondritz (Olóndriz en espagnol) ;
- Ureta ;
- Zilbeti (Cilveti en espagnol).

Ses autres localités, qui n'ont plus le statut de concejo, sont :
- Ardaitz ;
- Loizu ;
- Urniza.

Enfin, d'autres localités sont dépeuplées (despoblados) ou ont totalement disparu :
- Larraingoa ;
- Gurbizar ;
- Orosa ;
- Orosurgi ;
- Olaide.

Le secrétaire de mairie est aussi celui de Auritz-Burguete et Orreaga-Roncesvalles[réf. nécessaire].

## Démographie
| Évolution démographique                               | Évolution démographique | Évolution démographique | Évolution démographique | Évolution démographique | Évolution démographique | Évolution démographique | Évolution démographique | Évolution démographique | Évolution démographique | Évolution démographique |
| 1996                                                  | 1998                    | 1999                    | 2000                    | 2001                    | 2002                    | 2003                    | 2004                    | 2005                    | 2006                    | 2007                    |
| ----------------------------------------------------- | ----------------------- | ----------------------- | ----------------------- | ----------------------- | ----------------------- | ----------------------- | ----------------------- | ----------------------- | ----------------------- | ----------------------- |
| 787                                                   | 797                     | 790                     | 787                     | 778                     | 783                     | 759                     | 751                     | 747                     | 745                     | 760                     |
| Sources : Erro et instituto de estadística de navarra |                         |                         |                         |                         |                         |                         |                         |                         |                         |                         |

## Division linguistique
En accord avec la loi forale 18/1986 du 15 décembre sur le basque, la Navarre est linguistiquement divisée en trois zones.
Cette municipalité fait partie de la zone bascophone où l'utilisation du basque est majoritaire. Le basque et le castillan sont utilisés dans l'administration publique, les médias, les manifestations culturelles et en éducation cependant l'usage courant du basque y est courant et encouragé le plus souvent.

## Culture et patrimoine

### Pèlerinage de Compostelle
Sur le chemin de Saint-Jacques-de-Compostelle, on traverse longuement le territoire de cette municipalité, en passant par la commune de Espinal-Aurizberri, par le Alto de Mezkiritz, par les communes de Bizkarreta-Gerendiain et de Lintzoain et enfin par le puerto de Erro.

### Sources et bibliographie
- (es) Cet article est partiellement ou en totalité issu de l’article de Wikipédia en espagnol intitulé « Erro » (voir la liste des auteurs).
- Grégoire, J.-Y. & Laborde-Balen, L. , « Le Chemin de Saint-Jacques en Espagne - De Saint-Jean-Pied-de-Port à Compostelle - Guide pratique du pèlerin », Rando Éditions, mars 2006,  (ISBN 2-84182-224-9)
- « Camino de Santiago St-Jean-Pied-de-Port - Santiago de Compostela », Michelin et Cie, Manufacture Française des Pneumatiques Michelin, Paris, 2009,  (ISBN 978-2-06-714805-5)
- « Le Chemin de Saint-Jacques Carte Routière », Junta de Castilla y León, Editorial Everest